# Georg I av Georgien
Georg I av Georgien, död 1027, var en georgisk monark. Han var kung i kungariket Georgien mellan 1014 och 1027.